# Raphaël Delpard
Raphaël Delpard est un cinéaste et romancier français né le 26 janvier 1942 à Paris 11e.

## Biographie
Il suit simultanément une formation de théâtre et de marionnettiste avec Jean-Loup Temporal, et réalise quelques tournées scolaires avec sa propre compagnie et un spectacle de sa création, Pierrot au pays des poissons. Il travaille ensuite comme scénariste pour des réalisateurs tels Jean-Pierre Mocky, Sam Peckinpah et Robert Enrico, puis réalisateur de sujets divers. L'une de ses premières réalisations, un film de commande s'inscrivant dans la tradition française du comique troupier Les Bidasses aux grandes manœuvres, lui apportera des ouvertures vers le genre qui lui tenait à cœur: le cinéma fantastique.
Également acteur en 1980, il tient le rôle du mari dans Un amour d'emmerdeuse, comédie sensible décrivant les péripéties d’un couple après l’arrivée d’un enfant. La même année il réalise La Nuit de la mort (ressorti en vidéo sous le titre Les Griffes de la Mort), l'une des rares incursions françaises dans le domaine du film gore. Peu remarqué par le public français (du fait de sa sortie au même moment que le Shining de Stanley Kubrick), il connaîtra un certain succès aux États-Unis, recevant, pour l'occasion, un télégramme d'encouragement de la part de Tobe Hooper. Il mettra en chantier un film fantastique, Clash, sélectionné en 1984 au Festival d'Avoriaz, puis une comédie en 1985, Vive le fric, avant de délaisser le cinéma pour se consacrer à l'Histoire.
Depuis 1993, il se consacre davantage à la littérature. Son premier livre-document, Les Enfants cachés choisi dès sa parution par Bernard Pivot pour son émission Apostrophes sur Antenne 2 en 1993, est un succès. Il écrit ensuite des livres-documents sur l'Occupation, la guerre d'Indochine et la guerre d'Algérie. Son avant-dernier ouvrage, sorti dans une collection "Le Roman d'Amour de..." en octobre 2016, réhabilite Lucrèce Borgia, et représente sa première incursion dans l'histoire romancée.
Il est revenu au cinéma en réalisant trois films documentaires tirés de ses livres éponymes : Les Enfants Cachés (1998), Les Convois de la honte (mars 2010) et La Conférence de la Honte (2022). Inspiré par l'écriture cinématographique des documentaires britanniques, il incorpore des évocations entre les témoignages et les documents.
Il écrit également plusieurs romans, dont : Pour l’amour de ma terre, L'Enfant qui parlait avec les nuages, Le Courage de Louise qui se situent dans la Sarthe. La substance est celle de la paysannerie au siècle dernier.

## Filmographie (scénario et réalisation)
- 1968 : La Grande Lessive (!)
- 1976 : Perversions
- 1978 : Ça va pas la tête
- 1980 : La Nuit de la mort
- 1981 : Les Bidasses aux grandes manœuvres
- 1984 : Vive le fric !
- 1984 : Clash
- 1985 : Le Marionnettiste (téléfilm FR3 - Clap d'Or FR3)
- 1996 : Les Singularités de Jérusalem (film documentaire M6)
- 1998 : Les Enfants cachés (film documentaire France 2)
- 2009 : Les Convois de la honte (film documentaire)
- 2017 : La Persécution des chrétiens aujourd'hui dans le monde (film documentaire)
- 2022 : La Conférence de la Honte, Evian juillet 1938 (film documentaire chaine TV Toute l'Histoire)

## Théâtre
- 1967 : Vassa Jeleznova de Maxime Gorki, mise en scène Pierre Valde, Théâtre de Colombes
- 1967 : Le Cid de Corneille, mise en scène Pierre Valde, Théâtre de Colombes
- 1968 : Rossignol à dîner de Josef Topol, mise en scène Dominique Houdart, Théâtre Le Kaléidoscope
- 1974 : Les Trois Sœurs, d'Anton Tchekhov, réalisation Jean Prat

## Publications
- 1993 : Les Enfants cachés, Jean-Claude Lattès (Prix littéraire de la Wizo 1993)
- 1995 : Les Justes de l’ombre 1940-1944, Jean-Claude Lattès
- 2000 : La Minute où l'on tombe amoureux, Page après Page
- 2001 : 20 ans pendant la guerre d’Algérie. Générations sacrifiées, Michel Lafon
- 2002 : L’Histoire des pieds-noirs d’Algérie, 1830-1962, Michel Lafon
- 2003 : Les Oubliés de la guerre d’Algérie, Michel Lafon (Prix NORBERT CEPI de la ville d'Antibes 2003)
- 2003 : L’Armée juive clandestine en France 1940-1945, Page après Page
- 2003 : Pour t’écrire que je t’aime, Page après Page
- 2004 : Les Rizières de la souffrance 1945-1954. Combattants français en Indochine, Michel Lafon
- 2005 : Les Convois de la honte. Enquête sur la SNCF et la déportation, Michel Lafon
- 2006 : Aux ordres de Vichy. Enquête sur la police française et la déportation, Michel Lafon
- 2007 : Les Souffrances secrètes des Français d’Algérie, Michel Lafon (Prix VERITAS 2007)
- 2009 : La Persécution des chrétiens aujourd’hui dans le monde, Michel Lafon
- 2009 : La Résistance de la jeunesse française 1940-1944, Pygmalion
- 2010 : L’Enfant sans étoile, Calmann-Lévy (Prix littéraire de la ville d'Aumale 2013)
- 2012 : La Fabuleuse Histoire du drapeau français, Quai de Seine
- 2012 : Pour l’amour de ma terre, Calmann-Lévy (Citoyen d'honneur de la ville d'Ecommoy)
- 2012 : Ils ont vécu dans l’Algérie en Guerre, Archipel
- 2013 : L’Enfant qui parlait avec les nuages, Calmann-Lévy
- 2014 : La Minute où l'on tombe amoureux, La librairie de l'histoire
- 2014 : Courrier de Guerre (La Poste aux Armées) 1914-1918, l'Archipel
- 2015 : Le Courage de Louise, Calmann-Lévy
- 2015 : La Conférence de la honte, Évian 1938, Michalon
- 2016 : Lucrèce Borgia - Collection Le roman d'amour de... Éditions De Borée
- 2017 : La Guerre des six jours. La Victoire et le Poison, Éditions Marie B
- 2017 : La Cavalcade des enfants rois, Presses de la Cité
- 2019 : Le Combat des pères, éditions du Rocher
- 2021 : Le Roman d'amour… et de vie de Simone Signoret et Yves Montand, Les éditions de l'Histoire
- 2023 : Dossier spécial guerre d'Algérie, Les éditions de l'Histoire
- 2023 : Les souffrances secrètes des Français d'Algérie, Les éditions de l'Histoire
- 2023 : Les adolescents résistants, 1940 - 1944, Les éditions de l'Histoire